# Marcial Pinto Agüero

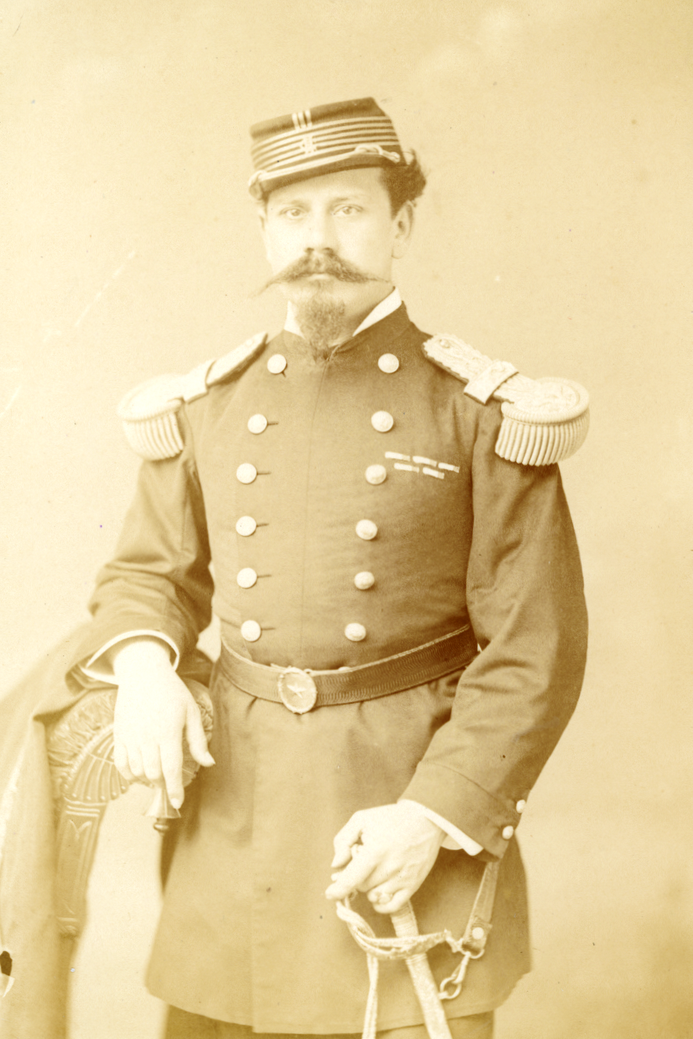
Marcial Pinto Agüero

Marcial Pinto Agüero (Valparaíso, 17 de marzo de 1851-ibídem, 6 de junio de 1905) fue un militar y político chileno, participó en la Guerra del Pacífico y la Guerra Civil de 1891.

## Biografía

### Inicios en el Ejército
Fue hijo del exmilitar y parlamentario José Manuel Pinto Arias y María Candelaria Flora Agüero Asenjo.
Siguió la carrera de las armas, como su padre y llegó al grado de General. Ingresó a la Escuela Militar en 1866 y en 1871, se incorporó en calidad de Alférez, al Regimiento Granaderos a Caballo, de guarnición en la frontera. Ascendió a Teniente en 1874.

### Guerra del Pacífico
Declarada la Guerra del Pacífico en 1879, fue nombrado ayudante en comisión y organizó el Batallón Cívico "Salinas" en Antofagasta. Se encontró en el bombardeo de Antofagasta, en Pisagua, San Francisco, Tacna y las batallas de Chorrillos y Miraflores. Ascendió a Mayor, en el combate de San Francisco y a Teniente Coronel, después de Tacna. En 1881, repuesto de sus heridas en batalla, emprendió la campaña contra los montoneros en Junín y Cerro de Pasco. Al terminar la contienda, se le confirieron los despachos de Coronel de Ejército en 1884.

### Carrera luego de la guerra
En 1890 fue intendente de Cautín y a fines de ese año, se le designó adicto militar de la Legación de Chile en Brasil; no fue a cumplir el cargo y durante la Guerra Civil de 1891 se mantuvo fiel al Presidente José Manuel Balmaceda, quien lo designó Comandante de la División de Valparaíso y Jefe del Estado Mayor de la Plaza. En esos cargos se batió en los combates de Concón y Placilla. Después de la derrota, sufrió persecuciones y encarcelamiento, para luego ser borrado de los registros del Ejército.
Integró las filas del Partido Liberal Democrático, a cuya organización contribuyó.
Fue elegido diputado, por Temuco e Imperial, durante el período 1894-1897. Fue diputado reemplazante en la Comisión Permanente de policía Interior.
Se reincorporó al Ejército en 1898. Fue reincorporado a la Sección Técnica del Estado Mayor General y después fue ascendido a General de Brigada.
Murió en Valparaíso, el 6 de junio de 1905.